# Bulbophyllum pidacanthum
Bulbophyllum pidacanthum là một loài phong lan thuộc chi Bulbophyllum.